# 曹俊 (明朝)
曹俊，山西静樂人，明朝政治人物。舉人出身。
永樂六年，戊子科山西鄉試中舉，后任武功縣知縣。